# Landumes
Els landumes (també anomenats Landoma o Landima, Cocoli o Tiapi) són un poble africà que viu principalment a Guinea, entre el riu Nunez i el riu Fatala, ia Guinea-Bissau, a la zona que envolta la ciutat meridional de Catió.

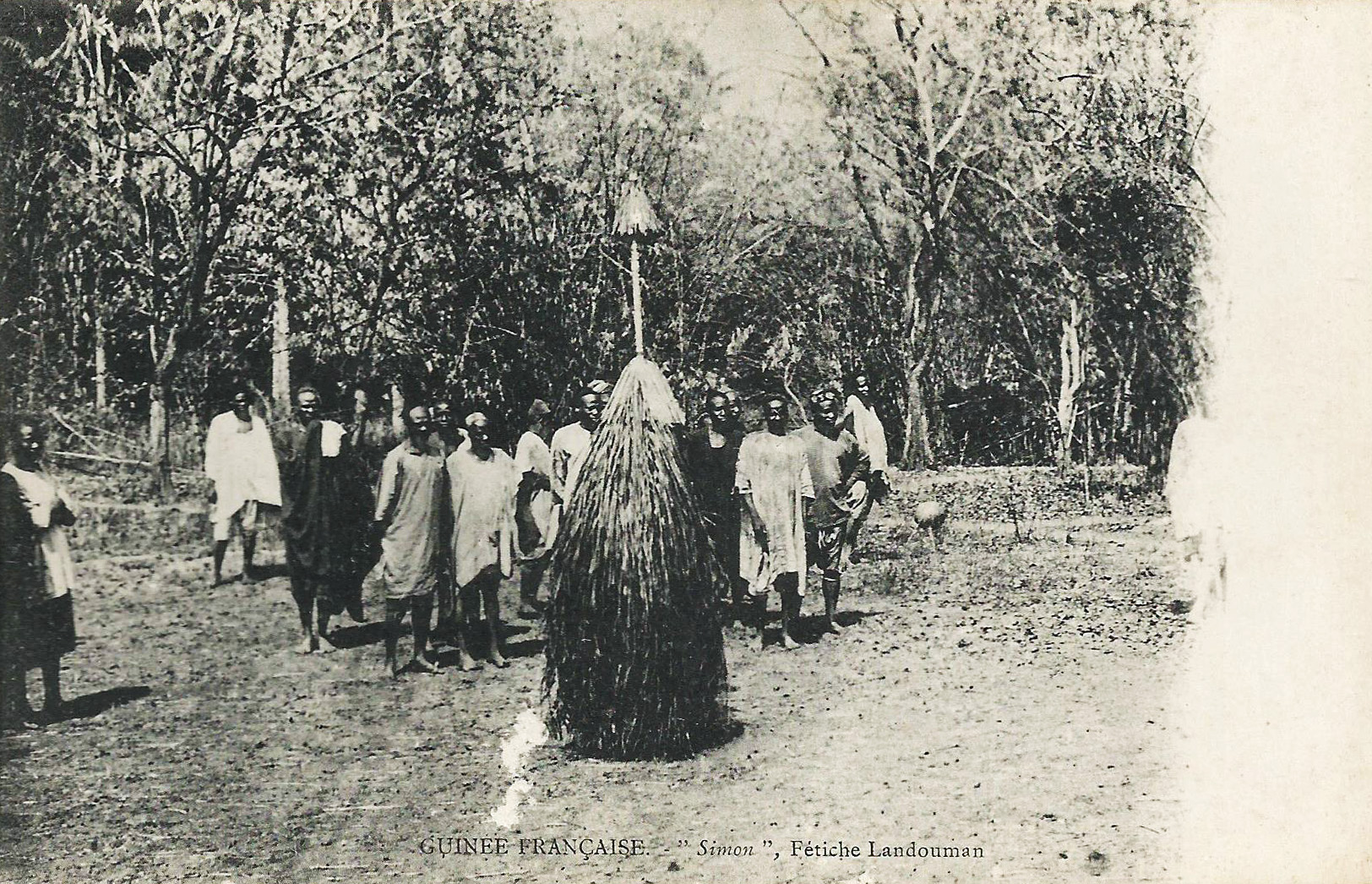
Landumes (c. 1905).

Parlen la llengua landoma, una llengua atlàntica de la família de llengües nigerocongoleses. Actualment es considera que són al voltant de 30 000 persones, de les quals la gran majoria són musulmanes.
Han estat descrits com "pre-mandingues", ja que es van establir a la regió abans de l'arribada del poble Mandé.  En aquest sentit, l'historiador guineà Walter Rodney els situa al costat del poble nalu, el poble baga i el poble temne.
Els habitatges landumes són principalment de tipus sudanès: petites barraques rodones fetes amb maó de fangamb un sostre cònic fet d'elements vegetals. Els pobles són principalment del tipus cúmul, amb uns 100-150 habitants.
Gairebé tots els landumes són agricultors de subsistència, utilitzen eines manuals senzilles i pràctiques agrícoles de tallar i cremar per conrear el sòl cada cop més esgotat dels turons dels seus pobles. Planten arròs, mill, blat de moro i altres cultius de cereals per a l'alimentació, i cacauets principalment com a cultiu comercial. També planten horts de mandioca, moniato, plàtan, pebrot, tomàquet i altres hortalisses, i horts de mangos, taronges, anacards i altres fruites.